# Колумбија Сити (Орегон)
Колумбија Сити (енгл. Columbia City) град је у америчкој савезној држави Орегон.

## Демографија
По попису из 2010. године број становника је 1.946, што је 375 (23,9%) становника више него 2000. године.
| Група             | 2000.         | 2010.         |
| Белци             | 1.480 (94,2%) | 1.799 (92,4%) |
| Афроамериканци    | 6 (0,4%)      | 2 (0,1%)      |
| Азијати           | 11 (0,7%)     | 30 (1,5%)     |
| Хиспаноамериканци | 32 (2,0%)     | 59 (3,0%)     |
| Укупно            | 1.571         | 1.946         |